# فرخنده کوهستان سینه‌نخودی
فرخنده کوهستان سینه‌نخودی (نام علمی: Dubusia taeniata) گونه‌ای پرنده نوگرمسیذی از تیرهٔ فرخندگان است.
این گونه در بولیوی، کلمبیا، اکوادور، پرو و ونزوئلا یافت می‌شود. زیستگاه طبیعی آن جنگل‌های کوهستانی نمناک نیمه‌گرمسیری یا گرمسیری است.